# Rotule plastique
En ingénierie des structures, et plus spécifiquement en théorie des poutres, la rotule plastique est utilisée pour effectuer du dimensionnement et décrire la déformation d'une poutre soumise à un moment de flexion dans le domaine plastique. En génie parasismique la rotule plastique est également un dispositif d'amortissement permettant une rotation avec déformation plastique d'une connexion de colonne rigide.

## Comportement plastique
En analyse des états limites des éléments de structure soumis à la flexion, on suppose un comportement élastique-plastique parfait associé à un moment plastique (Mp). Ce moment plastique correspond au moment à la limite des domaines élastique et plastique (et supposé constant dans le domaine plastique). Quand le moment plastique est atteint, une rotule plastique est formée dans l'élément. Contrairement à une rotule sans frottement "classique" permettant une rotation libre, la rotule plastique permet des rotations tout en continuant de supporter  le moment plastique supposé constant.

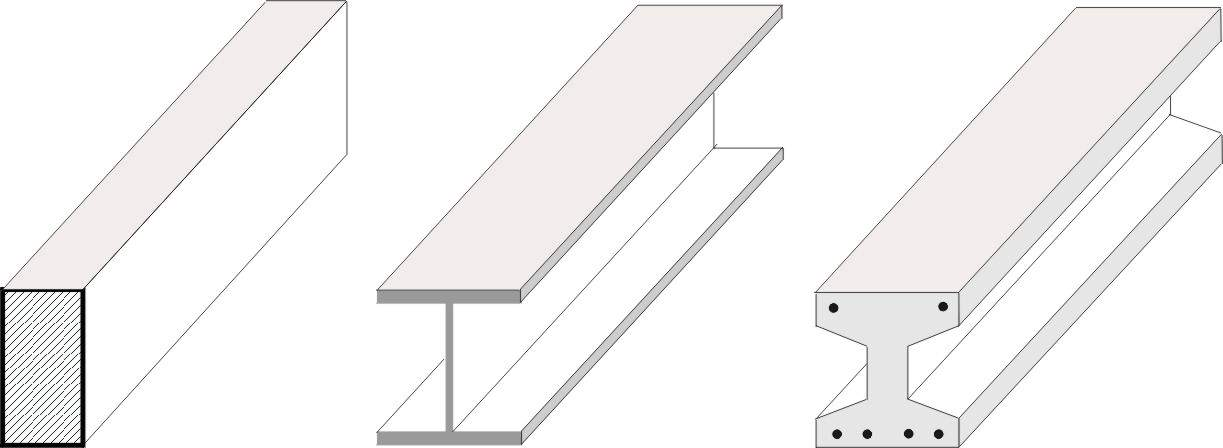
Quelques poutres classiques.

Les rotules plastiques s'étendent sur de courtes longueurs de poutres. Les valeurs réelles de ces longueurs dépendent des sections transversales de la poutre et des distributions de charge. Mais des analyses détaillées ont montré que l’on obtient une précision suffisante en prenant l’hypothèse d’un comportement rigide-plastique et d'une déformation plastique très localisée, concentrée dans une seule section. Chaque rotule plastique modélise donc une section "critique", qui correspond à un maximum local du moment de flexion (discontinuités géométriques ou matérielles, intersections de barres, points d'application d'efforts...). Bien que cette hypothèse soit satisfaisante pour l'analyse de l'état limite, les modélisations par éléments finis permettent d’obtenir des résultats plus représentatifs de la réalité en tenant compte de la propagation des zones de plasticité autour des rotules plastiques.
En insérant une rotule plastique à une charge plastique limite dans une poutre isostatique, un mécanisme cinématique autorisant un déplacement illimité du système peut être formé. Il s’agit du mécanisme de ruine. Pour chaque degré d'indétermination statique de la poutre, une rotule plastique supplémentaire doit être ajoutée pour former un mécanisme de ruine. Les charges de ruine calculées avec les rotules plastiques sont plus élevées que celles obtenues par analyse élastique, ce qui permet un dimensionnement plus économique des structures.

### Applications dans le cadre de la mécanique des structures
Afin de déterminer le comportement d'une structure et la charge ultime applicable, on peut faire appel aux théorèmes de la mécanique des structures, notamment le théorème cinématique. Les étapes de cette démarche sont les suivantes : 
- Placer les rotules plastiques là où il y a une plastification possible. Le nombre de rotules plastiques possibles étant fixe, il existe souvent plusieurs possibilités (choix d'un mécanisme).
- Déterminer le centre instantané de rotation de chaque poutre formant la structure.
- Calculer les puissances intérieures grâce au moment plastique Mp et à la cinématique de la structure.
- Calculer les puissances extérieures qui font intervenir un facteur de charge noté λ.
- Déterminer la charge ultime applicable λult grâce au principe des puissances virtuelles. La charge réelle pour laquelle la structure plastifie en premier et la plus petite des charges ultimes applicables que l'on a trouvé en étudiant tous les mécanismes possibles.